# Folwark (Mszana Dolna)
Folwark – część miasta Mszana Dolna (SIMC 0960770), w województwie małopolskim, w powiecie limanowskim. 
Część miasta Mszana Dolna leżąca w jego centralnej części. 

## Zabytki
- park podworski
- Folwark Stara Winiarnia - Dwór obronny z XVI wieku;[2]

## Turystyka
- Szlaki turystyczne:  z Rabki-Zdrój do Mszany Dolnej przez Potaczkową, .[3]